# Olmi-Cappella
Olmi-Cappella (korsisch Olmi è Cappella) ist eine Gemeinde auf der französischen Insel Korsika. Sie gehört zur Region Korsika, zum Département Haute-Corse, zum Arrondissement Calvi und zum Kanton L’Île-Rousse.

## Geografie
Zu Olmi-Cappella gehören die Dörfer Olmi, Cappella, Acquillacce und Lecciole. Die Gemeinde grenzt an Palasca, Novella, Castifao, Vallica, Asco, Calenzana, Mausoléo, Pioggiola und Occhiatana.

## Bevölkerungsentwicklung
| Jahr      | 1962 | 1968 | 1975 | 1982 | 1990 | 1999 | 2008 | 2012 |
| --------- | ---- | ---- | ---- | ---- | ---- | ---- | ---- | ---- |
| Einwohner | 263  | 234  | 222  | 202  | 147  | 143  | 188  | 184  |

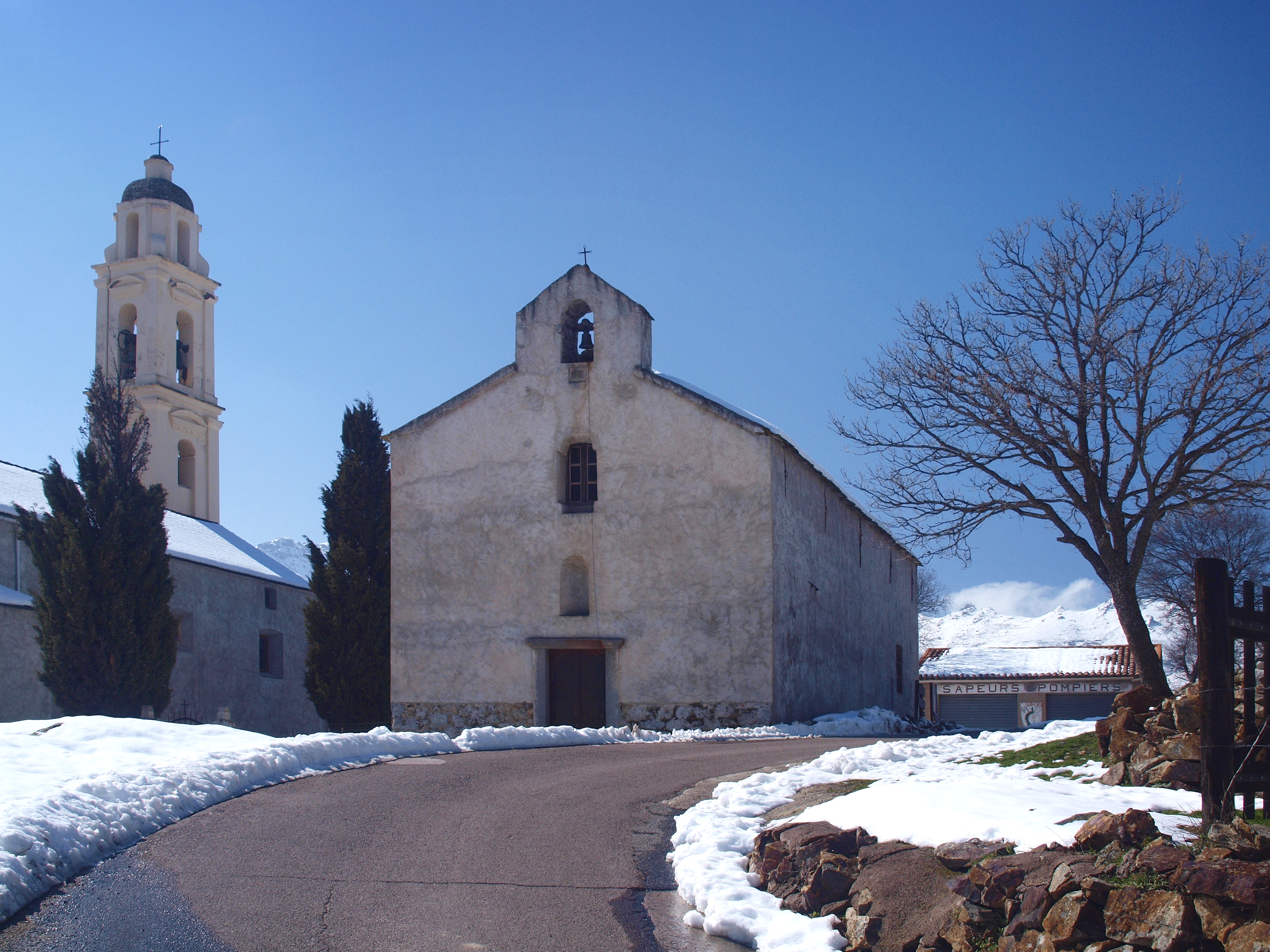
Kirche Saint-Antoine und Kapelle Saint-Nicolas
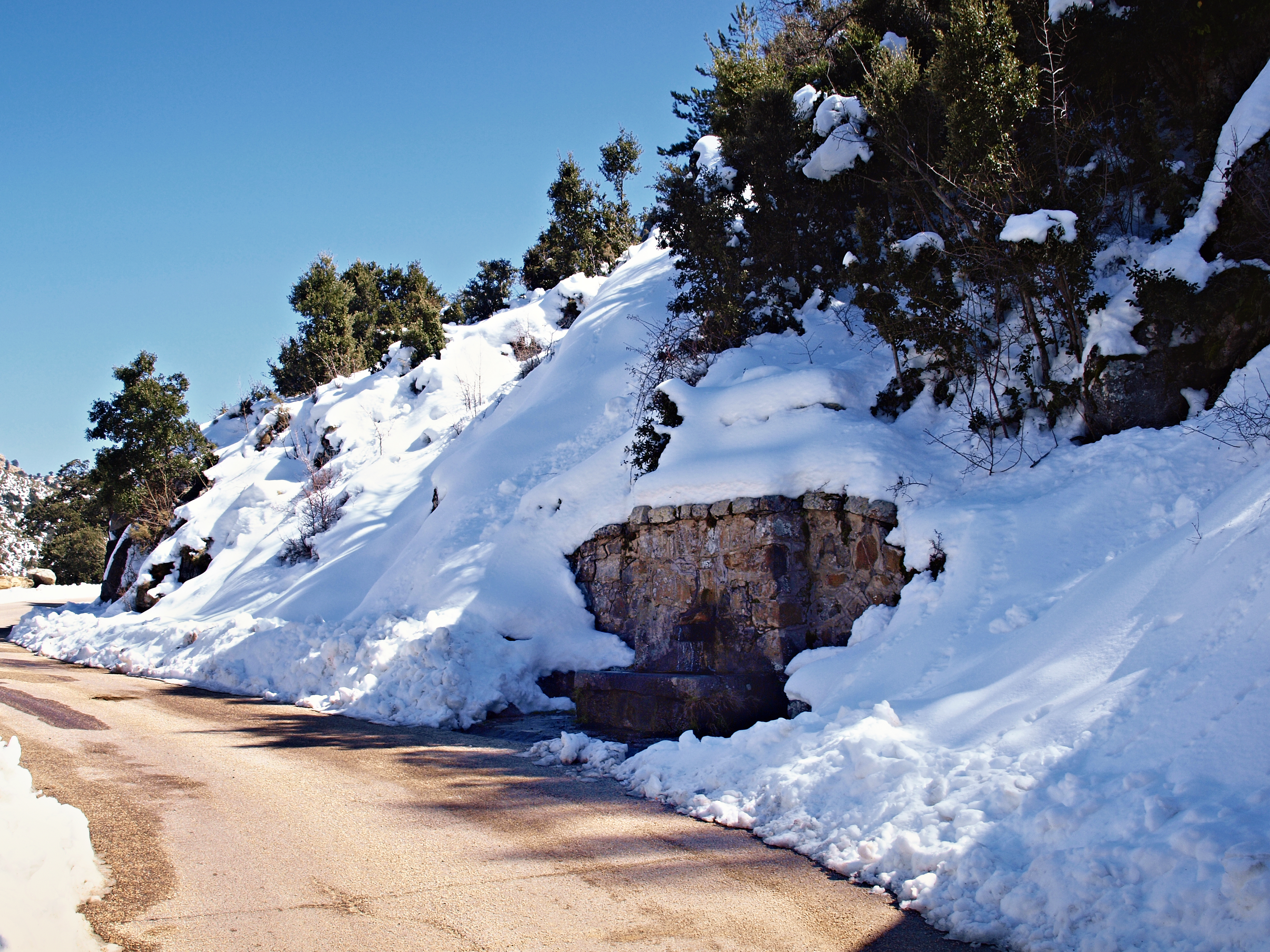
Brunnen „Fontainte d'Ombrese“ aus dem Jahr 1857
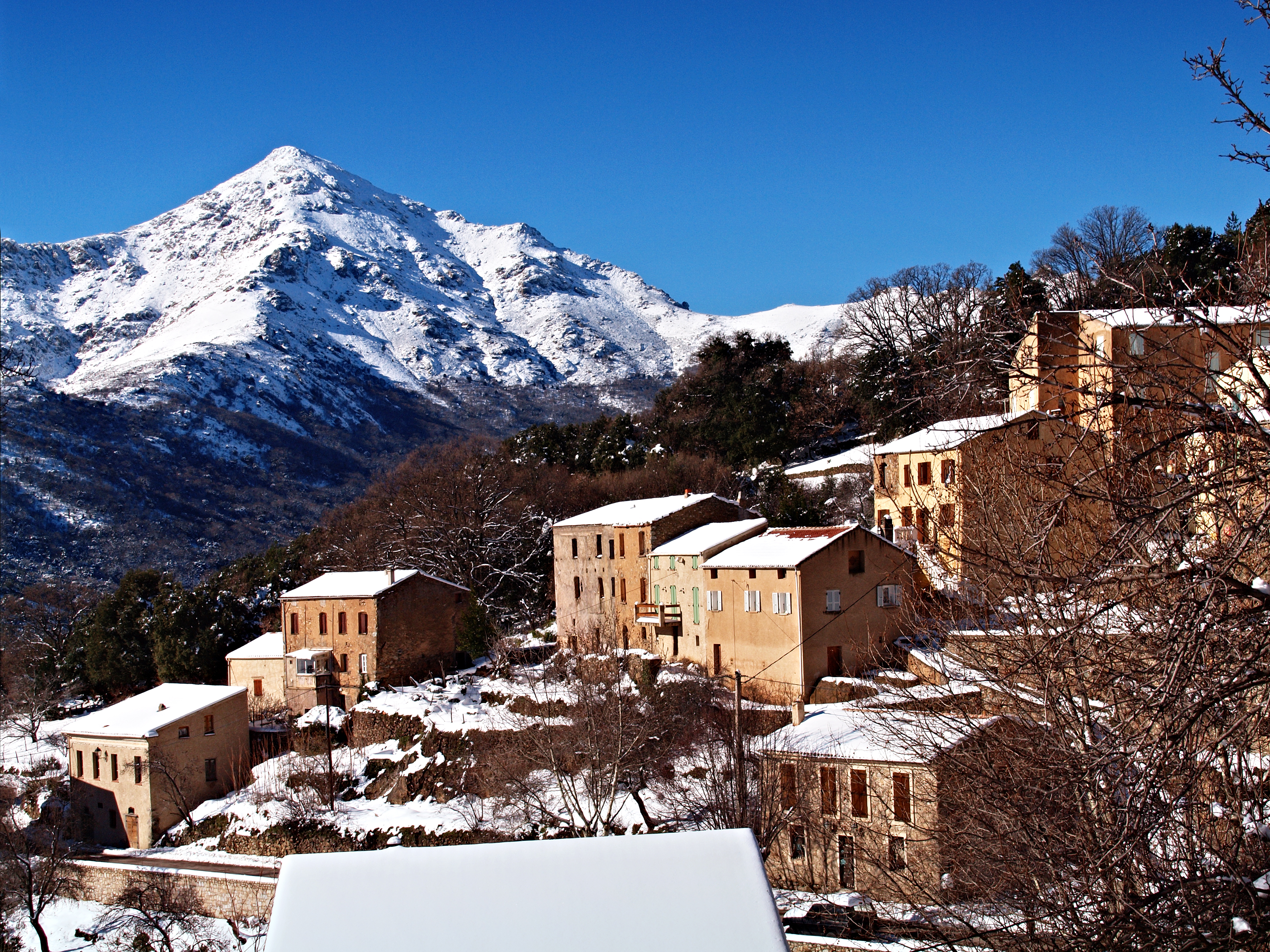
Ortsteil Acquillacce
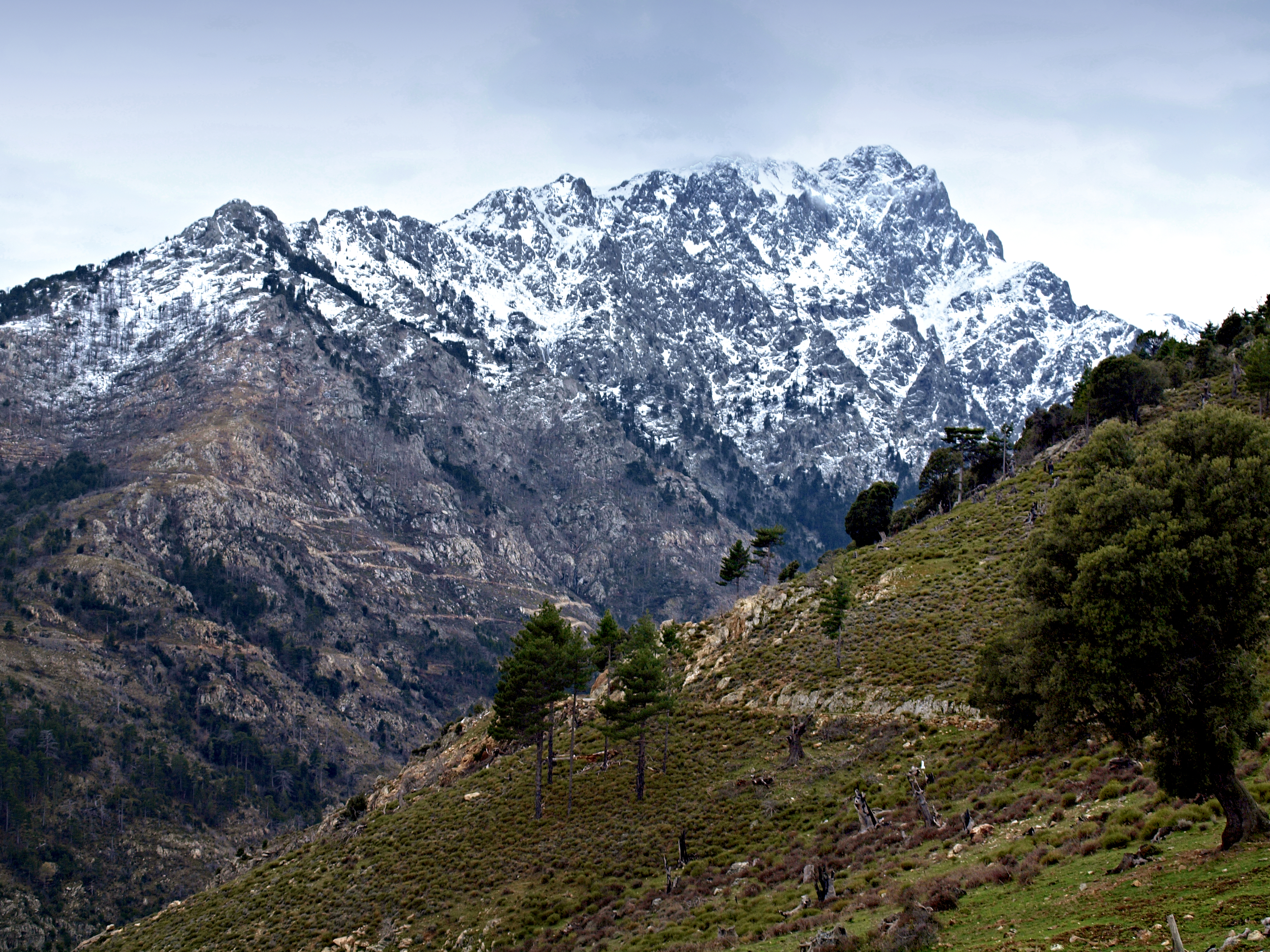
Monte Padro